# Scaphaphorura corpesiensis
Scaphaphorura corpesiensis is een springstaartensoort uit de familie van de Tullbergiidae. De wetenschappelijke naam van de soort is voor het eerst geldig gepubliceerd in 1990 door Simon & Luciañez.